# Фрерикс, Фридрих Теодор фон
Фридрих Теодор фон Фрерикс (нем. Friedrich Theodor von Frerichs; 24 марта 1819, Аурих — 14 марта 1885, Берлин) — немецкий клиницист и патолог.

## Биография
Родился 24 марта 1819 года в Аурихе (Нижняя Саксония).
С 1838 по 1841 год изучал медицину в Гёттингенском университете, как и ранее, в 1834–1837 годах, его брат Юрген.
Получив 20 февраля 1841 года степень доктора медицины в течение четырёх лет работал офтальмологом и хирургом, имея собственную врачебную практику в Аурихе.
В 1845 года стал специализироваться в области патологии и анатомии; посетил Прагу, Вену, университеты Голландии, Бельгии, Франции. В 1846 году вернулся в Гёттинген, где защитил диссертацию и, получив хабилитацию, занялся физиолого-химическими исследованиями. С 1848 года — экстраординарный профессор Гёттингенского университета.
Во время датско-немецкой войны он был начальником военного госпиталя в Рендсбурге.
В 1850 году перешёл в Кильский университет. С 1852 года — профессор по кафедре частной патологии и терапии в Бреславле и, наконец, в 1859 году стал преемником Шёнлейна в Берлинском университете и директором клиники «Шарите». В 1853 году был избран членом Леопольдины.
Среди его учеников Вильгельм Филене и Вильгельм Эбштейн.
С 1879 года издавал вместе с Лейденом «Zeitschrift für klinische Medizin» («Журнал клинической медицины»). В 1882 году учредил Конгресс по внутренним болезням в Висбадене. 
В 1862 году был избран членом Американского философского общества. В 1884 году получил дворянство. 
Умер в Берлине 14 марта 1885 года от инсульта или, по словам его помощника Крёнига, от передозировки опиума. Был похоронен на Старом кладбище церкви Святого Матфея.
В берлинском особняке Фрерикса в настоящее время размещается Посольство Швейцарии.
Фёдор Достоевский в письме жене указал на посещение им Фрерикса, когда решал куда ехать: в Соден или в Эмс, который расположен в сырой и дождливой долине. Консультация продлилась около двух минут и Фрерикс посоветовал ехать в Эмс, дав Достоевскому записку с адресом местного врача.